# Ondřej Turek
Ondřej Turek (* 8. dubna 1994 Praha) je český spisovatel a pedagog. Vystudoval pedagogiku volného času na Technické univerzitě v Liberci a sociální pedagogiku na Univerzitě Karlově v Praze.
Jeho otec je novinář Jakub Turek, dědeček spisovatel Jiří Turek, strýc výtvarník Filip Turek a pradědeček překladatel František Marek (před rokem 1945 František Müller).

## Dílo
- Rudý opar (2013), soubor drobné prózy a poezie[4]
- Hon na piškoty (2016), autobiografické povídky[5]
- Tak tomu bylo (2019), historický dokument, spoluautor Matěj Turek[6]
- Velká kniha o táborech (2022), metodická publikace, spoluautorství[7][8][9]
- Země za zrcadlem (2023), metodická publikace, spoluautorství[10][11]